# Brüdenkondensator
Nicht zu verwechseln mit Bürdekapazität

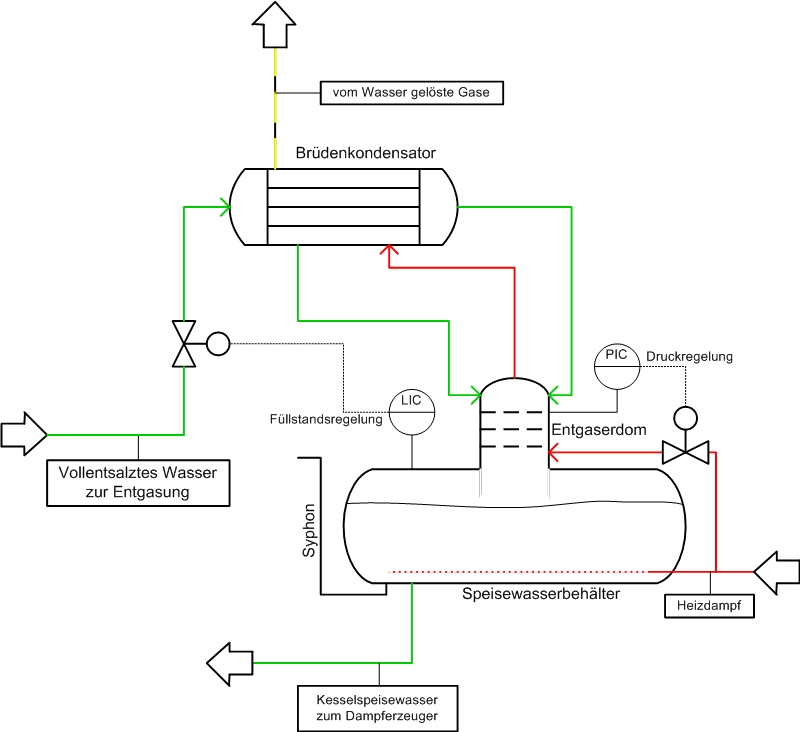
Speisewasserbehälter mit Entgaser und Brüdenkondensator

Der Brüdenkondensator ist ein verfahrenstechnischer Apparat, in welchem der Brüden kondensiert und die nicht kondensierbaren Gase entfernt werden. Anwendungsbeispiele sind die in der thermischen Trenntechnik bei der mehrstufigen Destillation in Kolonnen am Kopf zum Einsatz kommenden Kondensatoren.
Dabei wird durch Wärmeabfuhr die Kondensation des Brüden bewerkstelligt. Die nicht kondensierbaren Gas müssen über ein Ventil abgeleitet werden, bzw. sofern der Prozess im Unterdruck passiert mittels einer Vakuumpumpe abgesaugt werden.

## Bauarten
- Gegenstrom-Mischkondensator
- Gleichstrom-Mischkondensator
- Oberflächenkondensator